# Departamento de Zelaya
Zelaya fue un departamento de Nicaragua cuya cabecera departamental era la ciudad de Bluefields.
Debía su nombre al ex presidente nicaragüense José Santos Zelaya, quien en 1894 ordenó al general Rigoberto Cabezas Figueroa la ocupación militar y la incorporación a Nicaragua de la Mosquitia (suceso conocido como la crisis de Nicaragua de 1894-1895). 
En 1986 a raíz de la promulgación de la Ley de Autonomía de las Regiones Caribeñas se consolidó una reorganización administrativa y el departamento se dividió en dos regiones autónomas:
- Región Autónoma de la Costa Caribe Norte o RACCN con cabecera regional la ciudad de Bilwi.
- Región Autónoma de la Costa Caribe Sur o RACCS con cabecera regional la ciudad de Bluefields.

## Geografía

### Límites
El departamento de Zelaya se ubicaba en la costa Caribe nicaragüense, contando con una extensión territorial de 60 366 km². Limitaba al norte con Honduras, al oriente con el mar Caribe, al sur con el departamento de Río San Juan y al oeste con los departamentos de Chontales, Boaco, Río San Juan, Matagalpa y Jinotega.

### Hidrografía
El departamento lo cruzaban los ríos Coco o Segovia, Cucaleya, Huahua, Punta Gorda, Maíz, Prinzapolka, Grande y Escondido. El clima es cálido, con temperatura fluctuante entre 25 y 30 °C. La precipitación fluvial alcanzaba hasta los 4000 mm anuales, con una media de 3000 mm.

## División política y demografía
En 1963 Zelaya estaba dividido en ocho municipios: Bluefields, Corn Island, La Cruz de Río Grande, Prinzapolka, Puerto Cabezas, El Rama, Cabo Gracias a Dios y Waspán.
El departamento contaba con 88.963 habitantes en 1963, distribuidos por municipios de esta forma:
| Municipio             | Población | Urbana | Rural  |
| --------------------- | --------- | ------ | ------ |
| Bluefields            | 17.706    | 9.758  | 7.948  |
| Corn Island           | 1.896     | 1.896  | 0      |
| La Cruz de Río Grande | 7.150     | 155    | 6.993  |
| Prinzapolka           | 16.619    | 7.740  | 8.879  |
| Puerto Cabezas        | 11.621    | 5.983  | 5.638  |
| El Rama               | 17.219    | 690    | 16.619 |
| Cabo Gracias a Dios   | 5.655     | 511    | 5.144  |
| Waspán                | 11.097    | 973    | 5.144  |
| Total                 | 88.963    | 27.616 | 61.347 |

La región estaba habitada principalmente por indígenas misquitos, ramaki y sumo.

## Economía
Al norte de Zelaya se ubicaban bosques de pinos, en tanto al sur bosques de madera (caoba, cedro, etc). La zona oriental era apta para cultivos de banano, cacao, caña de azúcar, coco, palma africana y cereales. La crianza de ganado era óptima por las condiciones del suelo. El subsuelo era rico en yacimientos de oro, plata, cobre y hierro. La pesca de camarones y mariscos en la costa y cayos adyacentes también era una importante actividad económica.

## Salud y educación
En 1963 funcionaban un total de 139 escuelas primarias, de las cuales el 20.8% eran privadas. El número de aulas para dicha fecha era de 343, siendo 140 destinadas para áreas urbanas y 203 para las rurales. En las escuelas había 381 profesores en las escuelas primarias, 177 en áreas urbanas y 204 en las rurales. El número de matriculados fue de 11.772.
En la misma fecha, en todo el departamento solo había 3 puestos de salud, 2 clínicas, 7 dispensarios, 16 puestos sanitario y 3 unidades móviles, la mayoría de ellos ubicados en la capital Bluefields. El total de personal de salubridad era de 23 médicos, 63 auxiliares, 2 educadoras, 7 laboratoristas, 1 dentista y 9 inspectores de sanidad, dando un total de 3.87 habitantes por médico.

## Transporte y telecomunicaciones
Los puertos más importantes eran Puerto Cabezas, Bluefields y Puerto Isabel. Otros puertos litorales eran Cabo Gracias a Dios, Sandy Bay, Prinzapolka, El Bluff, San Juan del Norte, Laguna de Perlas y Punta Mico. Existías aeropuertos en Puerto Cabezas, Bluefields, Siuna, Bonanza, Corn Island, San Carlos, La Tronquera, Waspán, Orofino, Karawala, entre otros más pequeños.
Las comunicaciones internas y externas se realizaban por medio de radio telegrafía, si bien en algunos municipios existían redes telefónicas sin conexión con los otros sistemas.